# Sant Andreu (Retaule de Talavera)
El quadre Sant Andreu, de l'antic Retaule de Talavera, és una obra d'El Greco, que consta amb el número 10 en el catàleg raonat d'obres d'aques pintor, realitzat pel seu especialista Harold Wethey.

## Anàlisi de l'obra
Oli sobre llenç; 126 x 46 cm.; Monestir de Guadalupe, Província de Càceres.
H.E. Wethey és bastant crític amb aquesta obra, suggerint que el dibuix és d'El Greco, però que l'execució va ser, potser parcialment, del seu obrador.
Pertanyent al desaparegut retaule de Talavera la Vieja, aquest llenç estava situat a la dreta de la imatge de la Mare de Déu del Roser, respecte a l'espectador. El Greco representa Sant Andreu gairebé de front, sostenint la Creu amb les dues mans, girant el rostre vers l'estàtua del centre del retaule. Al voltant del seu cap hi ha una mena d'aurèola romboidal, que prové dels núvols. Té una tipología allargada, nerviosa i elegant, inaugurada pel mestre cretenc amb els Sants Joans del retaule de Santo Domingo el Antiguo, i que seria després continuat en vàries altres imatges en el seu posterior corpus pictòric.
La figura de Sant Andreu omple la major part del del llenç. Aquesta image té un canon allargat, però els braços, cames i peus no tenen cap distorsió, perquè el mestre cretenc només aplica aquest canon al cos del Sant. El color, l'expressió, el gest, el ropatge, el fons nebulós i la concepció d'aquesta imatge són d'una concepció pictòrica excel·lent, on cada detall té la suficient intensitat i vigor. L'ús de les ombres és magistral, com la del rostre, amb superposicions, transparències, raspats i petites pinzellades en la barba i els cabells, que suggereixen amb exactitud cada matèria.